# BAFTA de melhor documentário
O BAFTA de Melhor Documentário (no original, em inglês: BAFTA Award for Best Documentary) é um dos prêmios atribuídos aos cineastas que compuseram documentários no respectivo ano. O prêmio era, anteriormente, chamado de Robert Flaherty Award, em homenagem ao cineasta norte-americano Robert Flaherty.
A seguir, apresenta-se uma lista dos vencedores do BAFTA de Melhor Documentário desde 2010:
2010
- Senna

2011
- Senna

2012
- Searching for Sugar Man

2013
- The Act of Killing

2014
- Citizenfour

2015
- Amy

2016
- 13th

2017
- I Am Not Your Negro

2018
- Free Solo

2019
- For Sama

2020
- My Octopus Teacher

2021
- Summer of Soul (...Or, When the Revolution Could Not Be Televised)

2022
- Navalny[2]

2023
- 20 Days in Mariupol